# Гиянтское соглашение
Гия́нтское соглаше́ние (индон. Perjanjian Giyanti, яв. Prejanjèn Giyanti) — мирное соглашение между принцем Мангкубуми (индон. Mangkubumi), его братом Пакубувоно III и представителями Голландской Ост-Индской компании, положившее конец Третьей войне за престолонаследие в Матараме. Было подписано 13 февраля 1755 года в Гиянти (индон. Giyanti) (юго-восточнее от Каранганьяра, Центральная Ява).
Согласно условиям соглашения, восточная часть султаната Матарам с центром в Суракарте передавалась Пакубувоно. Западная часть Матарама переходила к принцу Мангкубуми, который провозгласил себя султаном Джокьякарты и взял имя Хаменгкубувоно I. После заключения соглашения продолжались военные действия между Пакубувоно III и Раденом Мас Саидом, (индон. Raden Mas Said), также известным как принц Самберньява (индон. Sambernyawa).